# Mario Fuchs (Snowboarder)
Mario Fuchs (* 9. August 1976 in Abtenau) ist ein ehemaliger österreichischer Snowboarder. Er startete im Snowboardcross.

## Werdegang
Fuchs, der für den Sportklub Maishofen startete, fuhr im Januar 2003 in Innichen erstmals im Snowboard-Weltcup und belegte dabei den achten Platz. Beim folgenden Weltcup in Bad Gastein errang er mit Platz drei seine erste Podestplatzierung im Weltcup. In der Saison 2004/05 kam er bei den Snowboard-Weltmeisterschaften 2005 in Whistler auf den 27. Platz und wurde österreichischer Meister im Snowboardcross. Zudem errang er mit zwei dritten Plätzen den achten Platz im Snowboardcross-Weltcup. In der folgenden Saison holte er in Bad Gastein seinen ersten Weltcupsieg und erreichte zum Saisonende den neunten Platz im Snowboardcross-Weltcup. Beim Saisonhöhepunkt, den Olympischen Winterspielen 2006 in Turin, belegte er den 30. Platz. Im folgenden Jahr wurde er bei den Weltmeisterschaften Sechster. In der Saison 2007/08 kam er im Weltcup fünfmal unter den ersten Zehn. Dabei siegte er zweimal und erreichte den 15. Platz im Gesamtweltcup und den dritten Rang im Snowboardcross-Weltcup. Bei den Snowboard-Weltmeisterschaften 2009 in Gangwon errang er den 12. Platz. In der Saison 2009/10 erreichte er mit je einem zweiten und dritten Platz den zehnten Platz im Snowboardcross-Weltcup. Beim Saisonhöhepunkt, den Olympischen Winterspielen 2010 in Vancouver, wurde er Siebter. In der folgenden Saison errang er in Lech am Arlberg nochmals den dritten Platz und zog sich im Januar 2011 einen Kreuzbandriss im linken Knie zu. Nach der Saison beendete er seine Karriere.

## Teilnahmen an Weltmeisterschaften und Olympischen Winterspielen

### Olympische Winterspiele
- 2006 Turin: 30. Platz Snowboardcross
- 2010 Vancouver: 7. Platz Snowboardcross

### Snowboard-Weltmeisterschaften
- 2005 Whistler: 27. Platz Snowboardcross
- 2007 Arosa: 6. Platz Snowboardcross
- 2009 Gangwon: 12. Platz Snowboardcross

## Weltcupsiege und Weltcup-Gesamtplatzierungen

### Weltcupsiege
| Nr. | Datum           | Ort         |
| --- | --------------- | ----------- |
| 1.  | 5. Januar 2006  | Bad Gastein |
| 2.  | 13. Januar 2008 | Bad Gastein |
| 3.  | 1. Februar 2008 | Leysin      |

### Weltcup-Gesamtplatzierungen
| Saison  | Gesamt | Gesamt | Snowboardcross | Snowboardcross |
| Saison  | Punkte | Platz  | Punkte         | Platz          |
| ------- | ------ | ------ | -------------- | -------------- |
| 2002/03 | -      | -      | 920            | 17.            |
| 2003/04 | -      | -      | 1104           | 23.            |
| 2004/05 | -      | -      | 2160           | 8.             |
| 2005/06 | 2419   | 26.    | 2418           | 9.             |
| 2006/07 | 600    | 99.    | 600            | 19.            |
| 2007/08 | 3440   | 15.    | 3440           | 3.             |
| 2008/09 | 1099   | 73.    | 1099           | 22.            |
| 2009/10 | 1670   | 32.    | 1670           | 10.            |
| 2010/11 | -      | -      | 1210           | 16.            |